# 外国語指導助手
外国語指導助手（がいこくごしどうじょしゅ、英語: Assistant Language Teacher、通称ALT）とは、日本の学校の授業、特に英語の授業で補助教員（専門職補佐の教師）として勤務する外国籍者のことである。
ALTという用語は、JETプログラムが創設された際に、外国語指導助手の通称として文部科学省によって作られた。また、AET（Assistant English Teacher、英語指導助手）やELT（English Language Teacher、英語指導講師）、NESA（Native English Speaking Assistant、外国人英語講師などと呼称）といった用語も使われている。ALTという用語は小学校、中学校、高等学校で英語教師の補助をする英語話者に言及する為に、主に日本で文部科学省や、地方の教育委員会、学校によって使われている。しかし、中には英語以外の言語を教えるのを手伝うALTもいる。
ALTには大学卒業生であることが要求されるが、大抵は日本人の同僚の教師のように免許状を有していない。
文部科学省の2023年度の調査によれば、公立の小中高校で働くALTは、1万8127人。雇用形態はおもに3つあり、民間会社などからの派遣が34％、国が関わるJETプログラムが28％、自治体独自の直接雇用が20％。

## 資格
JETプログラムは、日本の入国管理によって課された大まかな必須条件（学士を取得し、心身ともに健康であり、国籍を有すること）と、日本政府や教育委員会、学校が求めていると考えられる特色を定めている。

## 報酬
民間のALTの給料は大抵常勤の英会話の教師や、JETプログラムのALTの給料（年間336万-396万円で、プログラムの年度による）よりもはるかに低く、最も低い給料で月18万円（年間216万円）程度の人もいる。
2016年時点で、JETプログラムのALTはプログラムの年度によって年間336万円から396万円が支払われている。 

## 職務
ALTの主要な職務は、日本人の英語教師が教室で授業を行うのを補助することであり、授業計画の作成やその他の言語教育業務に携わることもある。中学校や高校では、日本人の英語教師が実際にALTをどの程度使うかは、普通は日本人教師の裁量で決定される。授業中、時には授業全体にわたって言語活動の計画・指揮をALTに許可している教師もいれば、新出単語を読ませて生徒に復唱させるだけにとどめたり、生徒が作文の課題をする間ALTに生徒の列の間を歩かせたりするなど、ALTの活用を最小限にとどめる教師もいる。また、ALTは語法や発音に関してティーチングアドバイザーに情報を提供することもある。

## 労働条件

### 教育法
教育委員会が民間の語学教育会社と結んだ契約の中には違法な業務委託もある。文部科学省によると、これらの契約は、校長が学校の全職員を管理しなければならないため、学校教育法に違反している。 

### 週29.5時間の労働
ALTはW5やインタラック、ボーダーリンク、WINGのような民間の語学会社との雇用契約で採用され、労働時間は週29.5時間と規定されるのが一般的である。実際には、授業間の移動時間やその他の勤務中の短い時間帯が休憩時間として予定されているため、労働時間は30-40時間にわたるのが普通である。雇用主は社会保険料の支払いを避けようとして従業員にこのような契約を結ばせることがよくある。社会保障法では、雇用主が全ての正社員を社会保険に加入させることが定められているが、会社は従業員に対して社会保険に加入する資格はないと一貫して言い続けている。その理由は、契約書に記載されている週29.5時間の労働時間が、加入資格に必要な全労働時間の4分の3という最低時間を下回っているというものである。社会保険庁は、一般社員と同程度である全労働時間の4分の3以上を加入の基準としている。